# Великий Ліс (Крупський район)
Великий Ліс (біл. вёска Вялікі Лес) — село в складі Крупського району Мінської області, Білорусь. Село підпорядковане Бобрській сільській раді, розташоване в східній частині області.